# Juan Ruiz «El Vandalino»
Juan Ruiz «El Vandalino» va ser un orfebre de finals del segle xv. Es creu nascut a Andalusia pel seu àlies.
Deixeble d'Enrique de Arfe, famosa família d'orfebres. Va signar el contracte per a la custòdia de la Catedral de Jaén l'any 1533, on a més va treballar en uns candelers segons consta a les actes capitulars d'aquest temple. De Jaén, una vegada acabat el treball, es va traslladar a Sevilla on va realitzar encàrrecs, com els diferents treballs d'argenteria per als ducs de Marchena.

## Altres obres
- Cruz. Zafra
- Custòdia. Església de Sant Pere Apòstol de Mengíbar
- Custòdia atribuïda, a la parròquia de La Nostra Senyora del Castell de Fuente Obejuna.1550
- Custòdia de seient. Catedral de Santo Domingo. República Dominicana. 1540